# Defense Threat Reduction Agency
La Defense Threat Reduction Agency (DTRA) est une agence du département de la Défense des États-Unis (DoD) fondée le 1er octobre 1998 dans le but de « protéger les États-Unis et ses intérêts des armes de destruction massive (chimique, biologique, radiologique, nucléaire et détonant) par la réduction des menaces et en octroyant des services et des outils de qualité. »

## Activités
Les principales tâches de la Defense Threat Reduction Agency sont la réduction des menaces, le contrôle des menaces, le support aux combats et le développement technologique. Son quartier-général se situe à Fort Belvoir, en Virginie. DTRA fut fondée en consolidant plusieurs organismes du DoD, dont le Defense Special Weapons Agency (successeur du Defense Nuclear Agency) et la On-Site Inspection Agency.
En 2010, la DTRA emploie 2 000 civils et militaires stationnés dans 14 États, dont la Russie, le Kazakhstan, l'Azerbaïdjan, l'Ouzbékistan, la Géorgie et l'Ukraine en vue de la destruction ou neutralisation des arsenaux essentiellement dans l'ex-Union des républiques socialistes soviétiques condamnés par les traités de désarmement ou retirer du service pour obsolescence.

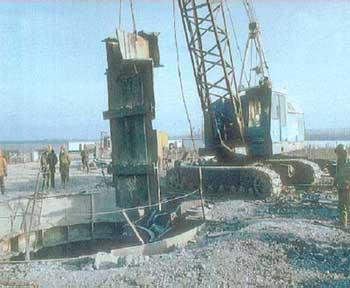
Des travailleurs ukrainiens démantèlent un silo à missile nucléaire datant de l'ère soviétique. Ils utilisent des équipements fournis par les États-Unis dans le cadre du programme Cooperative Threat Reduction.

Le programme Cooperative Threat Reduction de la Defense Threat Reduction Agency a été créé après la chute de l'Union soviétique en 1991 dans le but de prévenir la prolifération d'armes dans les anciennes républiques soviétiques. En date de 2007, plus de 4,4 milliards USD ont été dépensés pour la gestion et la destruction de sites servant à développer des armes nucléaires, chimiques et biologiques, ainsi que leurs vecteurs (silos à missile, bombardiers à long rayon d'action, etc.)
Elle a, entre autres, financé le démantèlement des arsenaux nucléaires ukrainiens.
Hors de l'ancienne URSS, sa première grande action a été la destruction de l'arsenal chimique secret de l'Albanie en 2006-2007. Elle a participé à la destruction de celui de la Syrie en 2014.

### Traductions de
1. ↑  (en) « to safeguard America and its interests from weapons of mass destruction (chemical, biological, radiological, nuclear, and high explosives) by reducing the threat and providing quality tools and services »